# Ducado de Almenara Alta
El ducado de Almenara Alta es un título nobiliario español creado por real decreto de 27 de marzo de 1819 y real despacho de 24 de enero de 1820, por el rey Fernando VII, con grandeza de España, favor de Juan Antonio Fivaller y Bru, que tomó el nombre de Juan Antonio Clasquerri, segundo apellido paterno.
Su denominación hace referencia a la localidad de Almenara Alta, en el municipio de Agramunt, provincia de Lérida.

## Duques de Almenara Alta
|                           | Titular                                     | Periodo                   |
| Creación por Fernando VII | Creación por Fernando VII                   | Creación por Fernando VII |
| ------------------------- | ------------------------------------------- | ------------------------- |
| I                         | Juan Antonio Clasquerri (antes Fivaller)    | 1820-1846                 |
| II                        | Juan Antonio de Fivaller y Taberner         | 1852-1874                 |
| III                       | José María Martorell y Fivaller             | 1875-1886                 |
| IV                        | Gabino Martorell y Fivaller                 | 1886-1893                 |
| V                         | Ricardo Martorell y Fivaller                | 1893-1907                 |
| VI                        | Gabino Martorell y Téllez-Girón             | 1910-1918                 |
| VII                       | Francisco de Borja Martorell y Téllez-Girón | 1920-1940                 |
| VIII                      | María Soledad Martorell y Castillejo        | 1951-2022                 |
| IX                        | María del Carmen Soto Martorell             | 2024-actual titular       |

## Historia de los duques de Almenara Alta
- Juan Antonio Clasquerri (antes Fivaller y Bru) (Barcelona, 3 de noviembre de 1758-Barcelona, 3 de enero de 1846), I duque de Almenara Alta,[5][3] barón de Castellar, barón de Montroig, señor de Almenara Alta, señor de Margalef, regidor perpetuo de Molina de Aragón. Era hijo de Juan Antonio Fivaller de Clasquerí y Rubí Torres (m. 1799), señor de Almenara Alta y de Margalef, y de su esposa María Antonia de Bru y Descátllar de Besora, señora del castillo de Tona y de la Cuadra de Pedralba.

Casó el 11 de julio de 1784 con María Bernarda de Taberner Darnius de Ardena, V condesa de Darnius VII marquesa de Villel y de Illas. Le sucedió su hijo:
- Juan Antonio de Fivaller y Taberner (1758-1874), II duque de Almenara Alta,[6] VI conde de Darníus, de Illas, VIII marqués de Villel, barón de Montroig.

Casó el 19 de junio de 1807 con María de la Soledad Centurión y Orovio, X marquesa de la Lapilla, IX marquesa de Monesterio V marquesa de Paredes y IX duquesa de Centurión en Nápoles, hija de Nicolás Cayetano Centurión Vera y Moctezuma, IX marqués de la Lapilla, VIII marqués de Monesterio y VIII duque de Centurión en Nápoles, y de su mujer María de la Soledad Orovio, VI marquesa de Paredes. Le sucedió, de su hija María de las Mercedes Fivaller y Centurión, XII marquesa de la Lapilla, X marquesa de Monesterio, VII marquesa de Paredes y de su esposo Gabino Martorell y Martorell, III marqués de Albranca, su nieto:
- José María del Carmen Martorell y Fivaller (1843-21 de febrero de 1886), III duque de Almenara Alta[6]. Soltero, sin descendientes, le sucedió su hermano:

- Gabino Martorell y Fivaller (Ciudadela, 27 de noviembre de 1846-7 de marzo de 1893),[11] IV duque de Almenara Alta,[6]  IV marqués de Albranca.[11] Soltero, sin descendientes, le sucedió su hermano:

- Ricardo Martorell y Fivaller (m. 12 de marzo de 1907), V duque de Almenara Alta,[6] V marqués de Albranca,[11] VIII marqués de Paredes, diputado a cortes por Mahón en 1884, caballero de la Orden de Santiago y maestrante de Valencia.[11]

Casó el 16 de noviembre de 1893 con María de los Ángeles Téllez-Girón y Fernández de Córdoba, hija de Francisco de Borja Téllez-Girón López Pacheco y Fernández de Velasco, XI duque de Uceda, duque de Escalona, marqués de Villena, conde de Alba de Liste y de Puebla de Montalbán, senador del reino, etc. Le sucedió su hijo:
- Gabino Martorell y Téllez-Girón (Madrid, 22 de octubre de 1894-Madrid, 13 de noviembre de 1918),[12] VI duque de Almenara Alta,[6] VI marqués de Albranca,[13] IX marqués de Paredes,[13] señor de Montornés.

Soltero, sin descendientes, le sucedió su hermano:
- Francisco de Borja Martorell y Téllez-Girón (Madrid, 17 de junio de 1898-Paracuellos de Jarama, 30 de noviembre de 1936),[12] VII duque de Almenara Alta,[6] VII marqués de Albranca,[14] X marqués de Paredes,[14] XI marqués de Villel,[14] XVII duque de Escalona, XVIII marqués de Villena,[14] XV marqués de la Lapilla,[14] XXII conde de Alba de Liste, gentilhombre grande de España con ejercicio y servidumbre del rey Alfonso XIII.

Casó el 9 de mayo de 1923 con María de los Dolores Castillejo y Wall, hija de Juan Bautista Castillejo y Sánchez de Teruel, IV conde de Floridablanca, y de María de la Concepción Wall y Diego, VII condesa de Armíldez de Toledo. Le sucedió su hija:
- María Soledad de Martorell y Castillejo (8 de julio de 1924-Madrid, 6 de agosto de 2022[15]), VIII duquesa de Almenara Alta,[6]  XII marquesa de Monesterio en 1951,[14][b] XVI marquesa de la Lapilla,[7] XVIII duquesa de Escalona,[14] VIII marquesa de Albranca,[14] XI marquesa de Paredes, XIX marquesa de Villena, XII marquesa de Villel y X condesa de Darnius.[14]

Casó en 1948 con Juan Pedro de Soto y Domecq (m. Madrid, 19 de agosto de 2004), caballero de la Real Maestranza de Caballería de Sevilla,, hijo de Fernando de Soto y González de Aguilar Ponce de León, XII marqués de Arienzo, IV conde de Puerto Hermoso y XI marqués de Santaella, y de María del Carmen Domecq y Núñez de Villavicencio. Le sucedió su hija:
- María del Carmen de Soto y Martorell (n. 25 de mayo de 1952), IX duquesa de la Almera Alta, [19] XIV marquesa de Villel y XI condesa de Darnius.[14][20]

Casó el 30 de enero de 1975, en Jerez de la Frontera, con Francisco Maestre y Osorio,  XII conde de Santa Cruz de los Manueles, VI marqués de los Arenales, padres de Soledad, María del Carmen y Francisco Maestre y Soto.